# Dorothy Caruso

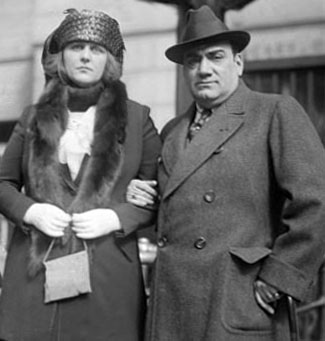
Dorothy und Enrico Caruso

Dorothy Caruso (* 6. August 1893 in Hastings-on-Hudson, New York als Dorothy Park Benjamin; † 16. Dezember 1955 in Baltimore, Maryland) war eine US-amerikanische Erbin und Schriftstellerin.

## Leben

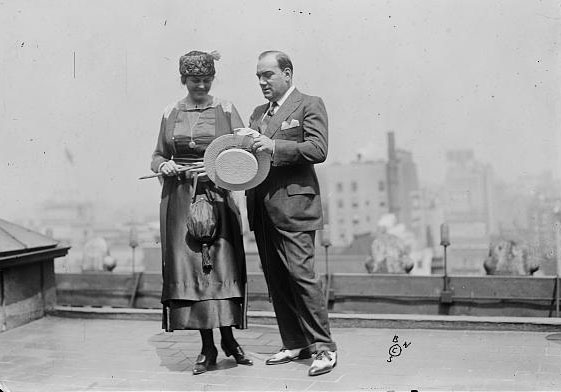
Dorothy und Enrico Caruso, um 1920

Dorothy Park Benjamin war die Tochter des Millionärs und Kunstmäzens Jakob Benjamin und seiner Ehefrau Gloria Park. Sie verbrachte ihre Kindheit an der Ostküste der Vereinigten Staaten und lernte auf Reisen mit ihrer Familie bereits in jungen Jahren Europa kennen. Dorothy erhielt eine umfassende Ausbildung und sprach mehrere Fremdsprachen.
Am 20. August 1918 heiratete Dorothy Park Benjamin in New York den italienischen Tenor Enrico Caruso (1873–1921). Aus der Verbindung ging eine Tochter, Gloria (1919–1999), hervor. Nach nur drei Jahren Ehe starb ihr Mann auf tragische Weise im Alter von 48 Jahren und wurde in der Kirche Cimitero del Pianto zu Neapel bestattet. Der Film Der große Caruso (1951) mit Mario Lanza in der Titelrolle ist der Caruso-Biographie seiner Witwe Dorothy in lockerer Szenenfolge nacherzählt. Aufgrund seines frei erfundenen Inhalts war der Film in Italien verboten. Dorothy wird hier von Ann Blyth verkörpert.
Dorothy heiratete noch zweimal: ihr zweiter Ehemann war Capitain Ernest Augustus Ingram, ihr dritter Mann war Dr. Charles Adam Holder. 
Ab den 1940er Jahren lebte sie zusammen mit der Schriftstellerin Margaret Anderson (1886–1973) abwechselnd in Frankreich und in New York.
Dorothy Caruso starb 1955 im Alter von 62 Jahren an Krebs. Sie wurde auf dem Druid Ridge Cemetery, Pikesville, Baltimore County, Maryland, beigesetzt.

## Primärliteratur
- zusammen mit Torrance Goddard: Wings of song: an authentic life story of Enrico Caruso. Hutchinson, London 1928
  - Das Leben Enrico Carusos: Erinnerungen. Übertragung von Else Werkmann. P. Aretz, Dresden 1929
- Enrico Caruso: his life and death. Simon and Schuster, New York 1945/T. Werner Laurie, London 1946 
  - Enrico Caruso. Übersetzt von Ebba Rhotert. Claassen, Hamburg 1954
- Dorothy Caruso: a personal history. Hermitage House, New York 1952

## Sekundärliteratur
- Enrico Caruso Jr. and Andrew Farkas: Enrico Caruso: my father and my family. Amadeus Press, Portland, Or. 1990